# Nishi-ku (Sapporo)
Nishi-ku (jap. 西区, dt. „Westbezirk“) ist einer von zehn Stadtbezirken (ku) von Sapporo, der Hauptstadt der japanischen Präfektur Hokkaidō. Er ist 75,10 km² groß und liegt unmittelbar westlich des Stadtzentrums. Im Norden grenzt er an Teine-ku, im Nordosten an Kita-ku, im Osten und Süden an Chūō-ku und im Westen an Minami-ku.

## Geographie
Die Ausdehnung von Nishi-ku in Ost-West-Richtung beträgt 14,1 km, in Nord-Süd-Richtung 11,3 km. Das östliche Drittel des Bezirks liegt in flachem Terrain am Rande der Ishikari-Ebene und ist von Wohn- und Gewerbegebieten mit urbanem Charakter geprägt. Steil aufragende bewaldete Berge und vorgelagerte Hügel dominieren die Landschaft im Westen. Dazu gehören Teine-yama (1023 m), Hyakumatsuzawa-yama (1010 m), Mayoizawa-yama (986 m), Abe-yama (703 m), Sankaku-yama (311 m) und Goten-zan (304 m). Besonders der Sankaku-yama mit seiner dreieckigen Silhouette ist sehr prägnant. Rund zwei Kilometer weit in die Bergkette hinein ragt in mittleren Drittel von Nishi-ku der breite Talkessel des Kotonihassamu. Dieser Fluss durchzieht die Ebene und mündet schließlich in den Shinkawa-Kanal, der die nordöstliche Grenze bildet.

## Geschichte
1857 entsandte das Tokugawa-Shōgunat zwanzig Samurai mitsamt Begleitern, um das Gebiet für die Kolonisation vorzubereiten; die Gründung einer Siedlung gelang damals jedoch nicht. Ab 1871 siedelte die neue kaiserliche Regierung zahlreiche Tondenhei an, militärische Grenzkolonisten mit ihren Familien, die das Land urbar machten und kleine Dörfer gründeten. Ab 1880 führte die Hakodate-Hauptlinie, Hokkaidōs erste Eisenbahn, durch das Gebiet. 1906 fusionierten Hassamu, Kotoni und ein Teil von Shinoro zur Gemeinde Kotoni. Diese erhielt 1942 den Status einer kreisangehörigen Stadt (machi).
Kotoni ging 1955 in der Stadt Sapporo auf. Ab 1. April 1972 bildete das Gebiet der früheren Stadt Kotoni den neuen Bezirk Nishi-ku. 1974 nahm eine landwirtschaftliche Versuchsanstalt ihren Betrieb auf, ab 1976 erschloss die U-Bahn den Bezirk. Per Regierungsbeschluss wurde die nördliche Hälfte von Nishi-ku am 6. November 1989 abgespalten und bildet seither den Bezirk Teine-ku.

## Verkehr
Hauptverkehrsachsen sind die Präfekturstraße 124 und die daran anschließende Nationalstraße, die vom Stadtzentrum aus nordwestwärts führen. Die Sasson-Autobahn quert den Bezirk ganz im Norden. Durch den Talkassel und über den Kobayashi-Pass führt die Präfekturstraße 82 nach Minami-ku.
Im Nordosten verläuft die Hakodate-Hauptlinie, die wichtigste Bahnstrecke Hokkaidōs. An ihr liegen die Bahnhöfe Kotoni, Hassamuchūō und Hassamu. An der davon abzweigenden Sasshō-Linie ganz im Osten liegt der Bahnhof Hachiken. Der Bezirk wird auch durch die Tōzai-Linie der U-Bahn Sapporo erschlossen, mit den Bahnhöfen Nijūyon-ken, Kotoni, Hassamu-minami und Miyanosawa. Hinzu kommen verschiedene Buslinien privater Unternehmen.

## Sehenswürdigkeiten
- Gotenzan-Park
- Heiwa-Wasserfall
- Miyaoka-Park

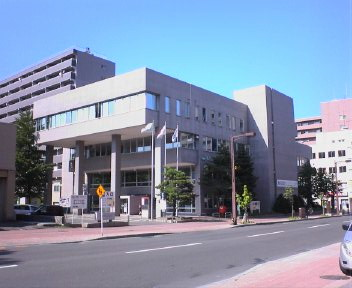
Rathaus von Nishi-ku
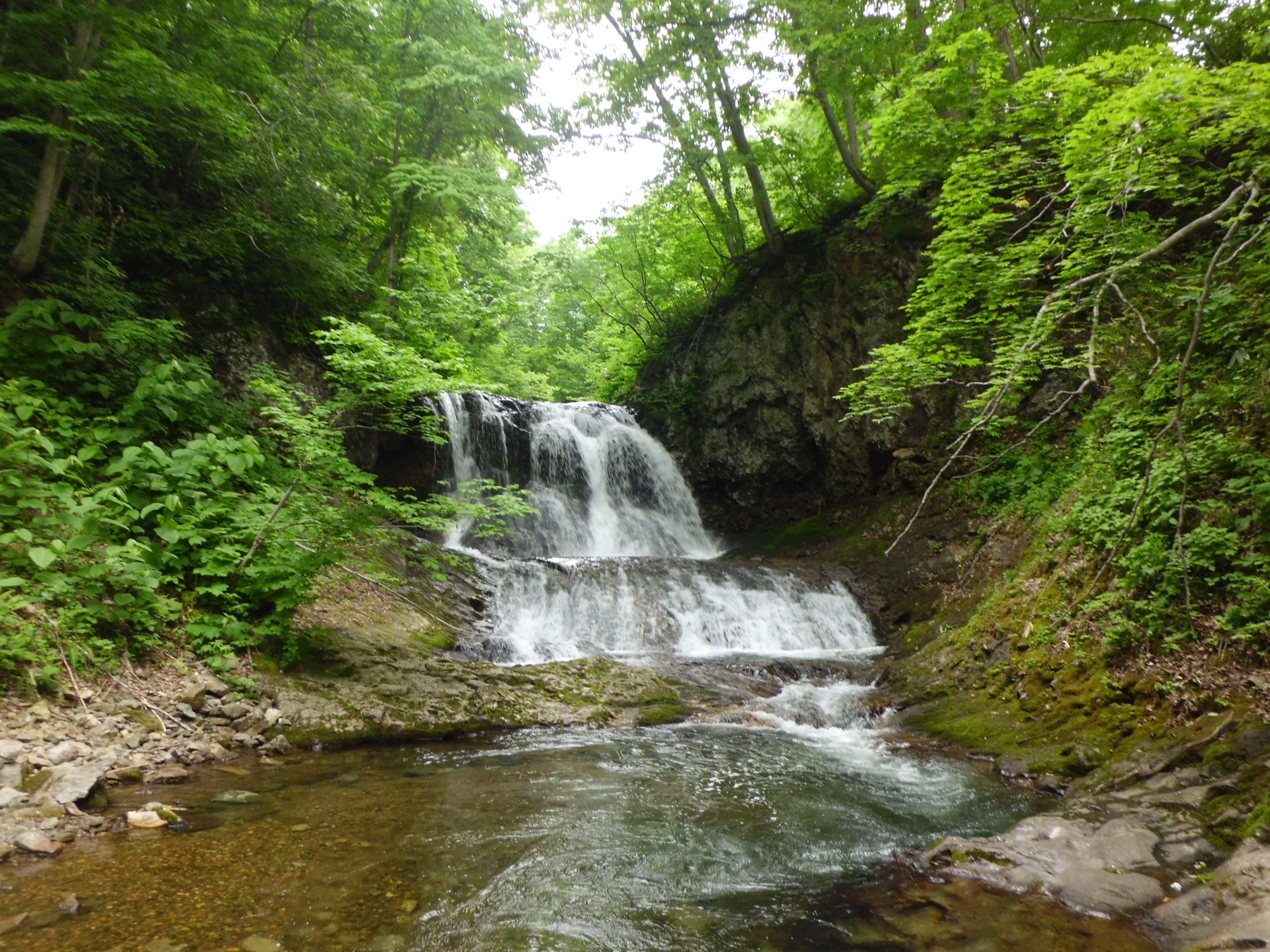
Heiwa-Wasserfall am Kotonihassamu
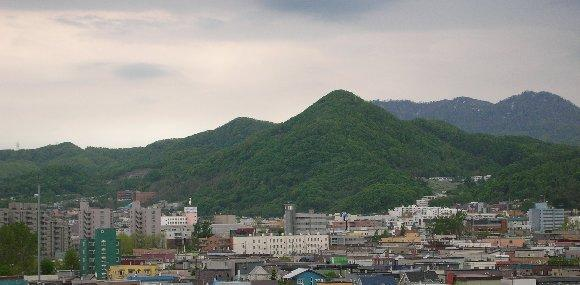
Sankaku-yama
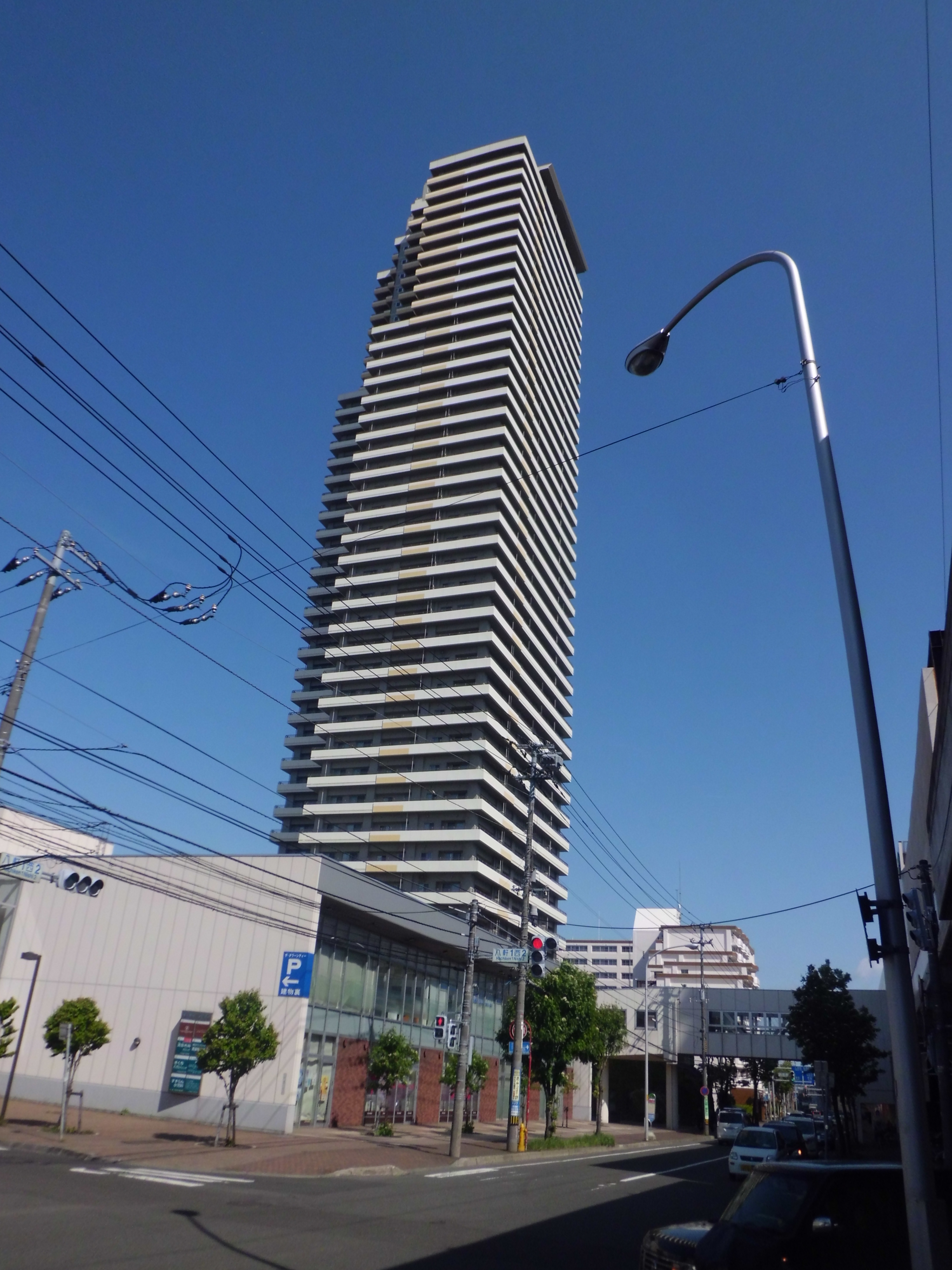
Sapporo Tower Kotoni

## Bildung

### Schulen

#### Öffentlich
- Hokkaido Sapporo Seiryou High School

- Hokkaido Sapporo Kotoni Hokkaido Sapporo Kotoni

#### Privat
- Sapporo Yamanote High School